# Гокет
Гоке́т (hoketus, hoquetus, hochetus — латинізовані форми франц. hoquet — гикавка) — техніка багатоголосої композиції в музиці XIII–XIV століть. Суть техніки полягає в тому, що мелодійна лінія розривається на окремі звуки або групи звуків, які розподіляються по різних голосах або інструментах, завдяки чому виконання стає переривчастим, неначе з гикавкою. Найбільш повний звід правил створення гокету викладений у трактаті Йоана де Грокейо «Про музику» (бл. 1300). Розквіт гокету в західноєвропейській музиці припадає на період Ars antiqua, в XIII столітті (наприклад, в анонімних мотетах Бамберзького кодексу і кодексу Монпельє), надавши сильний вплив на ізоритмічний мотет і пісенні форми Ars nova (наприклад, у Гійома де Машо, автора гокету «Давид») і Ars subtilior (наприклад, у мотеті Матьє де Сен-Жана «Are post libamina»). До середини XV століття гокет зникає з музичної практики. Мистецтво гокетування відродилося в музиці XX століття у зв'язку з розвитком серійної техніки і пуантилізму (у Антона фон Веберна і його послідовників).

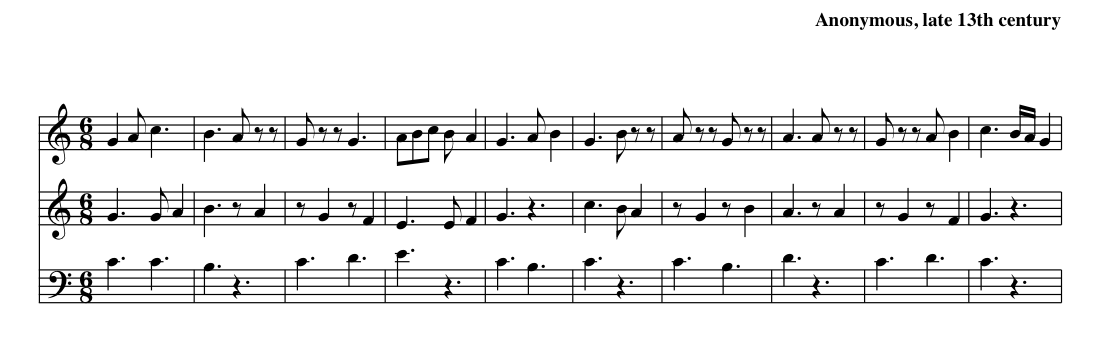
Приклад гокету (In seculum d'Amiens longum), Франція, кінець XIII століття

.